# Раздольный (Новосибирская область)
Раздольный — посёлок в Искитимском районе Новосибирской области. Входит в состав Степного сельсовета.

## География
Площадь посёлка — 53 гектара

## Население
| 2002 | 2007 | 2010 |
| ---- | ---- | ---- |
| 144  | ↗153 | ↘96  |

## Инфраструктура
В посёлке по данным на 2007 год функционируют 1 учреждение здравоохранения и 1 учреждение образования.